# George H. Lowery
George Hines Lowery, Jr. (* 2. Oktober 1913 in Monroe, Louisiana; † 19. Januar 1978 in Baton Rouge, Louisiana) war ein US-amerikanischer Ornithologe und Mammaloge.

## Leben
Lowerys Eltern waren beide an Naturgeschichte interessiert und fördern seine Interessen in diese Richtung. Von 1930 bis 1932 besuchte er das Louisiana Polytechnic Institute in Ruston, bevor er an die Louisiana State University (L.S.U.) in Baton Rouge wechselte, wo er 1934 den Bachelor of Science und 1936 den Master of Science erhielt. Im selben Jahr wurde er Dozent an der Louisiana State University und 1936 gehörte er zu den Gründern des L.S.U. Museum of Zoology, wo er zuerst als Assistenzkurator tätig war. Lowery verbrachte seine gesamte Karriere an der Louisiana State University, abgesehen von zwei Jahren Studium an der University of Kansas, wo er 1949 mit der Dissertation A quantitative study of the nocturnal migration of birds unter der Leitung von Eugene Raymond Hall zum Ph.D. promoviert wurde. Vor allem dank Lowerys Verdienste wurde das Louisiana State University Museum of Zoology von einer kleinen Sammlung zu einem großen Naturkundemuseum erweitert, und 1951 wurde er zum Direktor ernannt. Im Jahr 1955 wurde an den Boyd-Lehrstuhl für Zoologie berufen, eine Stiftungsprofessur, die den höchsten akademischen Rang der Louisiana State University repräsentiert.
Im Mai 1938 initiierte Lowery das Museumsjournal Occasional Papers of the Museum of Zoology of Louisiana State University nach dem Vorbild der Occasional Papers of the Museum of Zoology, University of Michigan.
Lowerys Forschungsinteressen lagen anfangs vor allem in den traditionellen Bereichen der Taxonomie und der Verbreitung, und sein Ziel war es, eine repräsentative Sammlung von Vögeln aus Louisiana für ein geplantes Buch zusammenzustellen. Ein 1938 erschienenes Buch von Harry Church Oberholser mit dem Titel The Bird Life of Louisiana beinhaltete hauptsächlich eine Zusammenstellung von Aufzeichnungen bis zu diesem Zeitpunkt, darunter viele von Lowery, die zuvor nicht veröffentlicht worden waren. 1955 erschien die erste Ausgabe von Lowerys Hauptwerk Louisiana Birds, das mit dem Louisiana Literary Award ausgezeichnet wurde. Von 1959 bis 1961 war Lowery Präsident der American Ornithologists’ Union.
Neben der Ornithologie hatte Lowery auch ein starkes und aktives Interesse an der Säugetierkunde. Er unterrichtete Lehrgänge und leitete die Forschung auf diesem Gebiet. Die Säugetier-Sammlung der Louisiana State University wuchsen während seiner Amtszeit auf über 23.000 Exemplare an. Eine seiner ersten Veröffentlichungen (1936) war ein vorläufiger Bericht über die Verbreitung der Säugetiere von Louisiana, und seine letzte größere Publikation war The Mammals of Louisiana and its Adjacent Waters (1974), das ihm erneut den Louisiana Literary Award einbrachte.
Obwohl Lowery keine Naturschutzforschung betrieb, war er trotzdem an der Schaffung eines öffentlichen Bewusstseins und der Unterstützung für eine Naturschutzethik in Louisiana beteiligt. 1965 erhielt er den Outstanding Conservationist Award of the Year von der Outdoor Writers Association, und 1975 wurde er von der Louisiana Wildlife Federation zum Conservation Educator of the Year ernannt.
1961 unternahm der Ornithologe John Patton O’Neill, damals Student an der University of Oklahoma, eine Vogelexkursionen nach Peru. Das Material, das er dort sammelte, brachte er in das Naturkundemuseum der L.S.U. ein. Lowery war davon so begeistert, dass er O’Neill bat, im Folgejahr wiederzukommen. O’Neills Sammlung beinhaltete Vögel aus Familien, die zuvor nicht in der Sammlung der L.S.U. vertreten waren und sie markiert den Beginn von Lowerys starkem Interesse an der Avifauna der Neotropis. Seit 1963 wurden mehrere neue Vogelarten und -gattungen in Peru entdeckt, und obwohl Peru das Hauptforschungsgebiet der neotropischen Erkundung der L.S.U. war, gab es daneben umfangreiche Studien aus Ecuador und Bolivien mit James V. Remsen, Jr. und John Patton O’Neill als federführende Wissenschaftler. Zum Zeitpunkt von Lowerys Tod umfasste die Vogelsammlung der L.S.U. über 98.000 Exemplare.
Die Finanzierung der L.S.U.-Expeditionen unter Lowerys Leitung erfolgte vollständig aus privaten Spenden. Darunter war eine bedeutende Förderung der McIlhenny-Familie aus Avery Island, Louisiana, den Erfindern und Produzenten der McIlhenny-Tabascosauce. Lowery selbst war nur ein Mal in Peru, als er 1964 John Patton O’Neill besuchte und dieser eine bis dahin unbekannte Schnurrvogel-Art entdeckte, die 1966 von beiden als Schwarzgesichtkotinga (Conioptilon mcilhennyi) erstbeschrieben wurde.
Unter Lowerys Leitung erwarben mehrere namhafte Zoologen ihren Master-Abschluss beziehungsweise Doktortitel, darunter Walter W. Dalquest, Burt L. Monroe, Jr., Joel L. Cracraft (Master), Edwin O’Neill Willis (Master), Alfred L. Gardner, John Patton O’Neill (Master), Harold Douglas Pratt (Master) und Robert S. Kennedy.

## Ehrungen und Dedikationsnamen
1956 erhielt Lowery die William-Brewster-Medaille für seine Forschungsarbeit zur nächtlichen Migration von Vögeln. 1966 wurde die Unterart Quiscalus mexicanus loweryi der Großschwanzgrackel und 1977 wurde der Peruanerkauz (Xenoglaux loweryi) zu seinen Ehren benannt. Auch die Unterart Gerrhonotus liocephalus loweryi der Texas-Krokodilschleiche trägt seinen Namen.